# Igneomyia ferruginea
Igneomyia ferruginea là một loài ruồi trong họ Tachinidae.